# 伍德里弗 (內布拉斯加州)
伍德里弗（英語：Wood River）是位於美國內布拉斯加州霍爾縣的城市。

## 人口
根據2020年美國人口普查的數據，伍德里弗的面積為2.93平方千米，皆為陸地。當地共有人口1172人，而人口密度為每平方千米400人。